# Jared Padalecki
Jared Tristan Padalecki (San Antonio, 19 luglio 1982) è un attore statunitense.
È noto principalmente per il ruolo di Sam Winchester nella serie televisiva Supernatural e di Dean Forester in Una mamma per amica.

## Biografia

### Primi anni
Jared Padalecki è nato il 19 luglio 1982 a San Antonio, Texas, da Jerry e Sherri Padalecki. Suo padre ha origini polacche, mentre sua madre ha origini tedesche, scozzesi, francesi e inglesi.

### Formazione scolastica
Era un candidato nel 2000 per il Presidential Scholars Program. Nel 1998, Padalecki e il suo partner Chris Cardenas hanno vinto il campionato nazionale della National Forensic League in Duo Interpretation. Sebbene avesse inizialmente pianificato di frequentare l'Università del Texas dopo essersi diplomato al liceo nel 2000, Jared decise invece di trasferirsi nella Contea di Los Angeles, in California, per intraprendere la carriera di attore.

## Carriera

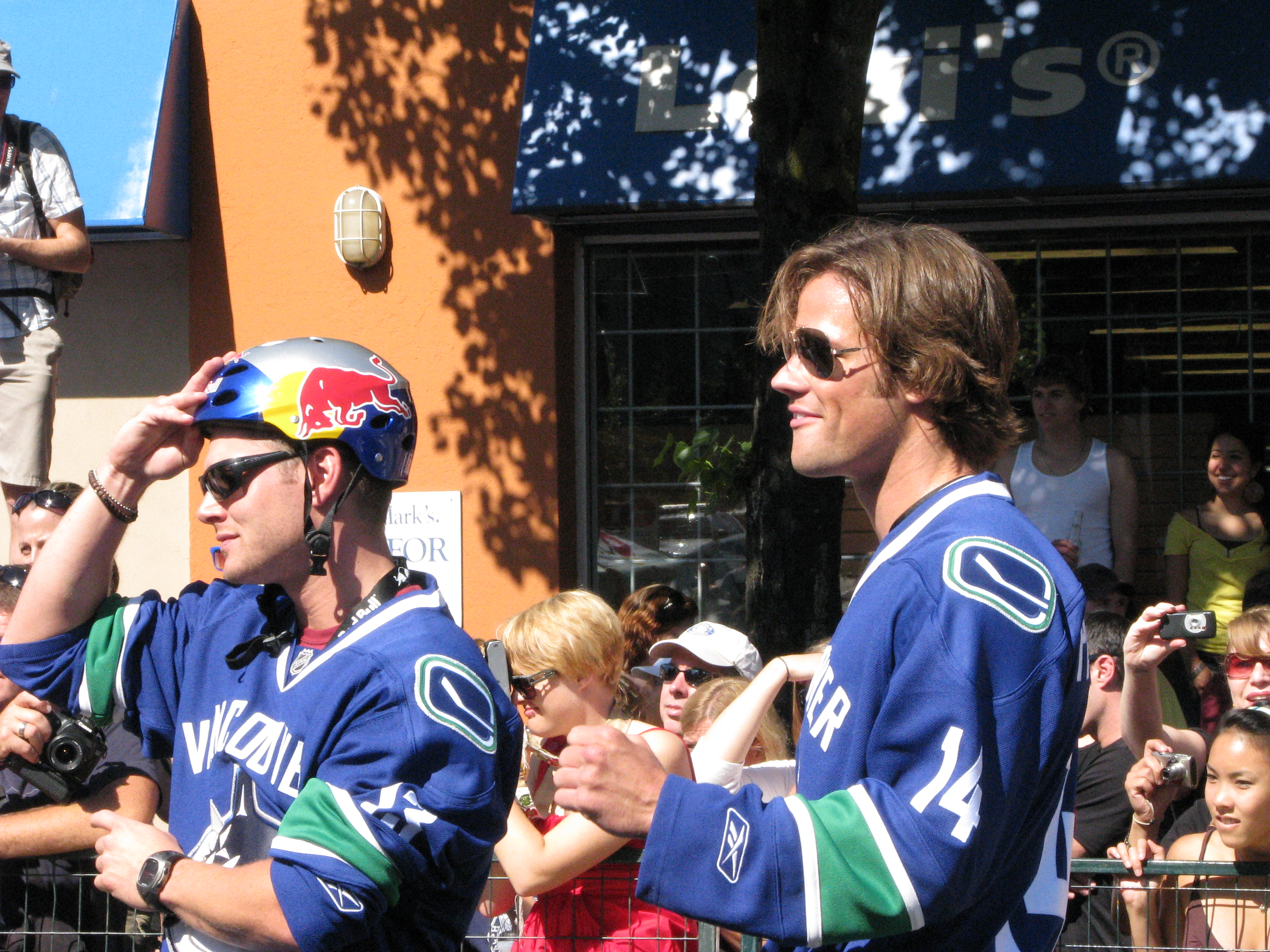
Padalecki con la co-star di Supernatural Jensen Ackles

Nel 1999 Padalecki vinse il "Claim to Fame Contest" della Fox Broadcasting e successivamente è apparso ai Teen Choice Awards, dove ha incontrato un agente. Il suo primo ruolo come attore è stato un ruolo secondario nel film del 1999 Me and Dad. Nel 2000, è stato scelto per interpretare Dean Forester nella serie televisiva Una mamma per amica, ruolo che ha recitato fino al 2005. Durante i primi anni 2000, è apparso in diversi film per la televisione, tra cui Silent Witness e il Disney Channel Original Movie Vicky e i delfini.
Nel 2003, Padalecki ha interpretato non accreditato il ruolo del bullo delle superiori nella commedia Una scatenata dozzina. Accettò il ruolo dopo che gli era stato chiesto dall'amico e collega attore Tom Welling, che nel film interpretava Charlie Baker, e dal regista del film, che voleva qualcuno più grande di Charlie che se la prendesse con lui. Padalecki originariamente fece il provino per il ruolo di Welling, ma lasciò perdere per recitare in  Young MacGyver, episodio pilota di una serie mai realizzata.
Nel 2004 è apparso nella commedia di Mary-Kate e Ashley Olsen Una pazza giornata a New York nel ruolo di Trey Lipton, un ragazzo carino da cui sono attratti i personaggi interpretati dalle gemelle Olsen. Ha anche ottenuto un breve ruolo nel thriller Il volo della fenice al fianco di Dennis Quaid e Hugh Laurie. Nel 2005 Padalecki ha recitato al fianco di Elisha Cuthbert, Chad Michael Murray e Paris Hilton in La maschera di cera nel ruolo di Wade. Nel 2005 è apparso in Nickname: Enigmista, un altro film horror, nel ruolo di Tom.
In quello stesso anno, Padalecki è stato scelto per interpretare il ruolo di Sam Winchester nella serie televisiva della WB Supernatural. Sam e suo fratello Dean (Jensen Ackles) viaggiano per gli Stati Uniti a caccia di predatori paranormali, combattendo demoni e angeli e affrontando ogni sorta di creature apparse nelle opere di genere fantasy e di fantascienza. La serie è attualmente alla sua quindicesima ed ultima stagione sul CW e detiene il titolo della serie di fantascienza nordamericana più longeva della storia.
Nel 2007 Jared è stato l'ospite della serie horror reality di MTV, Room 401, che è stata interrotta dopo solo otto episodi a causa di valutazioni scarse.
Nel 2008 ha interpretato il ruolo di Thomas Kinkade nel film Christmas Cottage, al fianco di Peter O'Toole.
Ha anche avuto un ruolo principale nella versione del 2009 di Venerdì 13 nel ruolo di Clay Miller, un personaggio che si dirige a Camp Crystal Lake in cerca della sorella scomparsa.
Il 23 settembre 2019 è stato scelto per il ruolo di protagonista nella serie televisiva Walker, reboot di Walker Texas Ranger. Il reboot è stato ordinato in serie nel gennaio 2020.

## Vita privata
Il fidanzamento di Padalecki con Genevieve Cortese venne annunciato nel gennaio 2010. La coppia si è sposata il 27 febbraio 2010 a Sun Valley e ha tre figli: Thomas "Tom" Colton Padalecki, nato il 19 marzo 2012, Austin Shepherd "Shep" Padalecki, nato il 22 dicembre 2013, e Odette Elliott Padalecki, nata il 17 marzo 2017.
Padalecki e i suoi colleghi di Supernatural Jensen Ackles e Misha Collins hanno supportato Beto O'Rourke per le elezioni del Senato del 2018 in Texas.
Padalecki è il proprietario di Stereotype, un bar a tema anni '90 ad Austin, aperto nel 2018; il 27 ottobre 2019 è stato arrestato con l'accusa di aggressione e ubriachezza pubblica a seguito di un alterco al bar.

### Always Keep Fighting
Nel marzo 2015 Padalecki ha lanciato la campagna Always Keep Fighting attraverso il sito Represent.com. La sua prima campagna ha raccolto fondi per To Write Love On Her Arms, che sostiene le persone che lottano contro la depressione, la dipendenza, l'autolesionismo e il suicidio. La causa è particolarmente vicina a Padalecki, che ha parlato apertamente più volte della sua lotta con la depressione. Per la seconda campagna della serie Always Keep Fighting dell'aprile 2015, Padalecki ha collaborato con il collega Jensen Ackles per creare una maglietta con i loro volti a beneficio del nuovo fondo di beneficenza comune; ne sono state vendute oltre 70.000. Più recentemente, Padalecki ha lanciato una terza campagna vendendo altre 40.000 camicie.
Durante il San Diego Comic-Con 2015, oltre 6.000 fan hanno sorpreso Padalecki al pannello Supernatural alzando candele per lui, dopo la rivelazione della sua battaglia contro la depressione all'inizio dell'anno.

## Riconoscimenti
| Anno | Opera               | Premio                 | Categoria                                                                                          | Risultato       |
| ---- | ------------------- | ---------------------- | -------------------------------------------------------------------------------------------------- | --------------- |
| 2002 | Una mamma per amica | Teen Choice Awards     | Miglior attore in una serie TV drammatica                                                          | Candidato/a     |
| 2005 | La maschera di cera | Teen Choice Award      | Choice Movie: Male Breakout Star                                                                   | Candidato/a     |
| 2007 | Supernatural        | Constellation Awards   | Best Male Performance in a 2006 Science Fiction Television Episode (per "Croatoan")                | Candidato/a     |
| 2007 | Supernatural        | Teen Choice Award      | Miglior attore in una serie TV drammatica                                                          | Candidato/a     |
| 2008 | Supernatural        | Constellation Awards   | Best Male Performance in a 2007 Science Fiction Television Episode (per "Born Under a Bad Sign")   | Vincitore/trice |
| 2008 | Supernatural        | SFX Awards             | Miglior attore televisivo                                                                          | Candidato/a     |
| 2011 | Supernatural        | Teen Choice Award      | Miglior attore in una serie TV Fantasy/Sci-Fi                                                      | Candidato/a     |
| 2012 | Supernatural        | Teen Choice Award      | Miglior attore in una serie TV Fantasy/Sci-Fi                                                      | Candidato/a     |
| 2013 | Supernatural        | Constellation Awards   | Best Male Performance in a 2012 Science Fiction Television Episode (per "The Born-Again Identity") | Vincitore/trice |
| 2013 | Supernatural        | People's Choice Awards | Attore preferito in una serie TV drammatica                                                        | Candidato/a     |
| 2013 | Supernatural        | SFX Awards             | Miglior attore televisivo                                                                          | Candidato/a     |
| 2013 | Supernatural        | SFX Awards             | Sexiest Man                                                                                        | Candidato/a     |
| 2013 | Supernatural        | Teen Choice Award      | Miglior attore in una serie TV Fantasy/Sci-Fi                                                      | Candidato/a     |
| 2014 | Supernatural        | People's Choice Awards | Attore preferito in una serie TV Sci-Fi/Fantasy                                                    | Candidato/a     |
| 2014 | Supernatural        | People's Choice Awards | Favorite TV Bromance (shared with Jensen Ackles and Misha Collins)                                 | Vincitore/trice |
| 2015 | Supernatural        | People's Choice Awards | Attore preferito in una serie TV Sci-Fi/Fantasy                                                    | Candidato/a     |
| 2015 | Supernatural        | People's Choice Awards | Favorite TV Duo (shared with Jensen Ackles)                                                        | Candidato/a     |
| 2015 | Supernatural        | Teen Choice Award      | Miglior attore in una serie TV Fantasy/Sci-Fi                                                      | Vincitore/trice |
| 2019 | Supernatural        | Teen Choice Awards     | Miglior attore in una serie TV Fantasy/Sci-Fi                                                      | Vincitore/trice |

## Filmografia

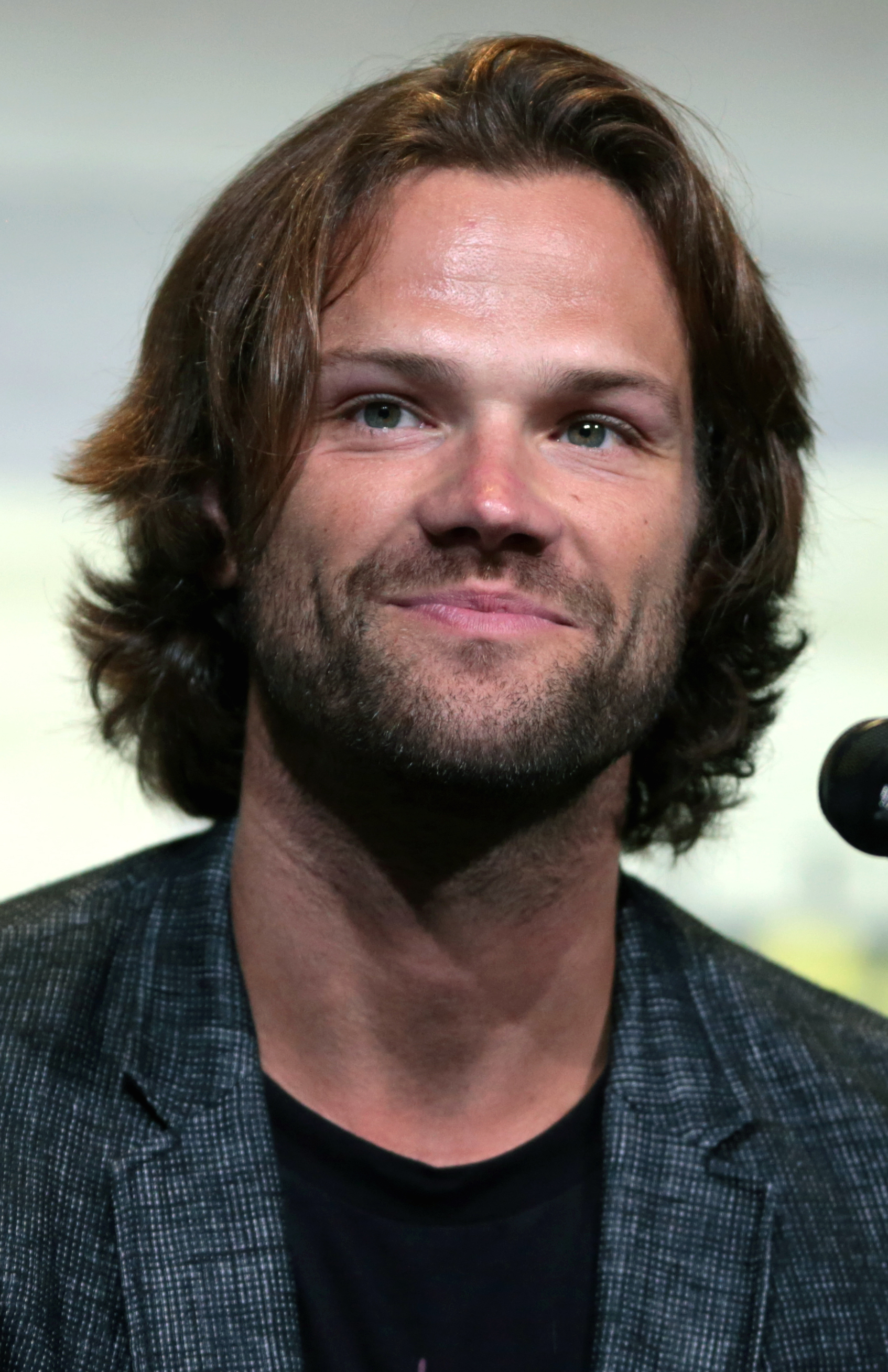
Jared Padalecki al San Diego Comic-Con International nel 2016

### Attore

#### Cinema
- Me and Dad (A Little Inside), regia di Kara Harshbarger (1999)
- Una scatenata dozzina (Cheaper by the Dozen), regia di Shawn Levy (2003)
- Una pazza giornata a New York (New York Minute), regia di Dennie Gordon (2004)
- Il volo della fenice (Flight of the Phoenix), regia di John Moore (2004)
- La maschera di cera (House of Wax), regia di Jaume Collet-Serra (2005)
- Nickname: Enigmista (Cry Wolf), regia di Jeff Wadlow (2005)
- House of Fears, regia di Ryan Little (2007) – non accreditato
- Christmas Cottage, regia di Michael Campus (2008)
- Venerdì 13 (Friday the 13th), regia di Marcus Nispel (2009)

#### Televisione
- Silent Witness, regia di Matthew Penn – film TV (2000)
- Una mamma per amica (Gilmore Girls) – serie TV, 62 episodi (2000-2005)
- E.R. - Medici in prima linea (ER) – serie TV, episodio 7x10 (2001)
- Close to Home, regia di Brian Robbins – episodio pilota scartato (2001)
- Vicky e i delfini (A Ring of Endless Light), regia di Greg Beeman – film TV (2002)
- Young MacGyver, regia di Stephen Herek – episodio pilota scartato (2003)
- Supernatural – serie TV, 327 episodi (2005-2020)
- The Hillywood Show – serie TV, 1 episodio (2015)
- Una mamma per amica - Di nuovo insieme (Gilmore Girls: A Year in the Life) – miniserie TV, episodio 8x04 (2016)
- Kings of Con – serie TV, episodio 1x10 (2017)
- Walker – serie TV, 69 episodi (2021-2024)
- Fire Country - serie TV, 3 episodi (2024)

### Doppiatore
- Supernatural: The Animation – serie animata, 22 episodi (2011)
- Phantom Boy, regia di Jean-Loup Felicioli e Alain Gagnol (2015)

## Doppiatori italiani
Nelle versioni in italiano delle opere in cui ha recitato, Jared Padalecki è stato doppiato da:
- David Chevalier in Una mamma per amica, Una pazza giornata a New York, Il volo della fenice, La maschera di cera, Supernatural, Una mamma per amica - Di nuovo insieme, Walker
- Simone Crisari in Una scatenata dozzina
- Gianfranco Miranda in Nickname: Enigmista
- Francesco Pezzulli in Venerdì 13
- Massimiliano Alto in E.R. - Medici in prima linea
- Stefano Crescentini in Vicky e i delfini